# Surviving Disaster
Surviving Disaster és un docudrama del 2006, cooproduït per la BBC, Discovery Channel i ProSieben, en associació amb France 5, sobre grans desastres del segle xx, protagonitzada per persones que els van sobreviure. La narració de la sèrie, que té 7 capítols, és a càrrec de Bernard Hill.

## Capítols
- 1 Munich Air Crash, sobre el Desastre aeri de Múnic de 1958.
- 2 Eruption at Mount St. Helens, sobre l'erupció del Saint Helens del 1980.
- 3 Chernobyl Nuclear Disaster, sobre l'accident de Txernòbil de 1986.
- 4 San Francisco Earthquake, sobre el Terratrèmol de Loma Prieta de 1989.
- 5 Fastnet Yacht Race, sobre el desastre de la cursa Fastnet Race de 1979.
- 6 Iran Hostage Rescue, sobre la Crisi dels ostatges a l'Iran de 1979.
- 7 The Sinking of the Estonia, sobre l'enfonsament del vaixell MS Estonia